# Copidosoma primulum
Copidosoma primulum är en stekelart som först beskrevs av Mercet 1921.  Copidosoma primulum ingår i släktet Copidosoma och familjen sköldlussteklar. Inga underarter finns listade i Catalogue of Life.